# Marine Jehaes
Marine Jehaes (30 juni 2003) is een Belgische atlete, die gespecialiseerd is in de sprint.

## Loopbaan
Jehaes nam in 2021 op de 4 × 100 m estafette deel aan de Europese kampioenschappen U20 in Tallinn. Ze werd met de Belgische ploeg vijfde in de finale. Twee jaar later werd ze ook op de Europese kampioenschappen U23 in Espoo vijfde in de finale.
In 2024 werd ze op de Belgische kampioenschappen derde op de 100 m. Ze werd op de 4 × 100 m geselecteerd voor de Olympische Spelen in Parijs.
Club
Jehaes is aangesloten bij Seraing Athletisme.

## Persoonlijke records
Outdoor
| Onderdeel | Prestatie | Wind     | Datum        | Plaats |
| --------- | --------- | -------- | ------------ | ------ |
| 100 m     | 11,37 s   | +1,0 m/s | 19 juli 2024 | Albi   |

Indoor
| Onderdeel | Prestatie | Datum        | Plaats           |
| --------- | --------- | ------------ | ---------------- |
| 60 m      | 7,23 s    | 3 maart 2024 | Louvain-la-Neuve |
| 200 m     | 23,65 s   | 3 maart 2024 | Louvain-la-Neuve |

## Palmares

### 60 m
- 2024:  BK indoor AC – 7,29 s

### 100 m
- 2024:  BK AC – 11,43 s

### 4 x 100 m
- 2021: 5e EK U20 in Tallinn – 46,16 s
- 2023: 5e EK U23 in Espoo – 43,66 s